# Giovanni Antonio Lecchi
Giovanni Antonio Lecchi (Milán, 17 de noviembre de 1702-Milán, 24 de julio de 1776) fue un matemático y físico italiano, profesor del colegio universitario jesuita Brera de Milán.

## Biografía
Durante sus estudios (1720-1733), adquirió tal pericia en las matemáticas que el Senado de Milán le ofreció la cátedra en la Universidad de Pavía para el curso académico 1734-1735. Al año siguiente, se trasladó a la Universidad Brera de Milán, a cargo de los jesuitas, donde, después de enseñar filosofía tres años (1735-1738), fue profesor de matemáticas por treinta y cinco (1738-1773).
En su tratado de hidrostática (1765), juzgado de los mejores de su tiempo, Lecchi aportó los criterios que aplicaba en los trabajos hidráulicos. Se le pidió con frecuencia que colaborase en medidas para contener las aguas del Po, Tesino y otros ríos, que causaban inundaciones periódicas, así como para construir canales de navegación, tales como el de Muzza en Lombardía. La emperatriz María Teresa I de Austria lo nombró «matemático e hidráulico imperial» con una pensión de trescientos florines. El papa Clemente XIII le confió la regulación de corrientes de agua en Emilia-Romaña, donde el Reno en especial infligía graves daños. Después de la muerte del Papa, Lecchi se retiró del cargo por causa de la hostilidad antijesuítica, pero el gobierno pontificio hizo proseguir los trabajos de acuerdo con los planes de Lecchi. Tras la supresión de la Compañía de Jesús (1773), vivió con sus familiares en Milán.

## Obras
- Theoria lucis... (Milán, 1739).
- Arithmetica universalis 3 v. (Milán, 1752).
- Elementa geometriae theoreticae et practicae 2 v. (Milán, 1753-1754).
- Idrostatica esaminata ne' suoi principii e stabilita nelle sue regole (Milán, 1765).
- Memorie idrostatico-storiche 2 v. (Módena, 1773).
- Trattato dei canali navigabili (Milán, 1776).